# Philippe Dollinger
Philippe Dollinger (* 1. Dezember 1904 in Straßburg; † 14. September 1999 ebenda) war ein französischer Historiker, der insbesondere durch seine Forschungen über die Hanse bekannt wurde.
Philippe Dollinger besuchte das Gymnasium Fustel de Coulanges. Dollinger studierte Geschichte an der Universität Straßburg. Er war Schüler von Marc Bloch, Charles-Edmond Perrin und Lucien Febvre. 1931 folgte die Agrégation d’histoire et géographie. Von 1932 bis 1945 war er als Gymnasiallehrer in Colmar, Reims, Straßburg und Paris tätig. Von 1932 bis 1934 arbeitete er am Institut français in Berlin und in bayerischen Archiven. 1945 wurde Dollinger Professor für elsässische Geschichte an der Universität Straßburg und wurde Leiter des „Institut des hautes études alsaciennes“. Im Jahr 1947 wurde er promoviert an der Universität Straßburg mit der Arbeit L’évolution des classes rurales en Bavière depuis la fin de l’époque carolingienne jusqu’au milieu du treizième siècle Dollinger lehrte auch deutsche Geschichte und gab seit 1952 mit Robert Folz einen Sammelbericht der erschienenen Bücher über die Geschichte Deutschlands im Mittelalter heraus. Von 1948 bis 1974 war er Leiter des Stadtarchivs und der Stadtbibliothek in Straßburg. Ein Jahr später trat er auch als Universitätslehrer in den Ruhestand.

## Schriften
Monografien
- Die Hanse. (= Kröners Taschenausgabe. Band 371). 6., vollständig überarbeitete und aktualisierte Auflage neu bearbeitet von Volker Henn und Nils Jörn. Kröner, Stuttgart 2012, ISBN 978-3-520-37106-5.
- La Hanse (XII. – XVII. siècles) (= Collection historique.). Aubier, Paris 1988, ISBN 2-7007-2216-7.
- Der bayerische Bauernstand vom 9. bis zum 13. Jahrhundert (= Publications de la Faculté des Lettres de l'Université de Strasbourg. Band 112). Beck, München 1982, ISBN 3-406-08433-8.

Herausgeberschaften
- Histoire de l’Alsace (= Univers de la France et des pays francophones.). Toulouse 1984, ISBN 2-7089-1661-0.